# Crni Dabar
Crni Dabar is een plaats in de gemeente Karlobag in de Kroatische provincie Lika-Senj. De plaats telt 0 inwoners (2001).